# Коцебу (дворянский род)
Коцебу — графский и дворянский род, происходящий из Штендаля, где его предки упоминаются в начале XV века.

## Виднейшие представители фамилии
Первым членом этого рода, поселившимся в России, был известный писатель Август Коцебу.
У него было 12 сыновей, из которых:
- Отто — известный мореплаватель;
- Маврикий (умер в 1861) — генерал-лейтенант и сенатор;
- Павел — генерал-губернатор в Одессе, потом в Варшаве, получил в 1874 графский титул в России;
- Вильгельм — посланник в Дрездене и Берне;
- Александр — известный живописец.

Род Коцебу был внесён в дворянский матрикул Эстляндской губернии и во II часть родословной книги Санкт-Петербургской губернии.
Графский титул и фамилия Коцебу перешли к барону Пиллар фон Пильхау.

## Описание герба
В серебряном дамасцированном щите с внешней каймою три лазоревые розы (две и одна).
В золотой главе щита возникающий Императорский орел, на его груди червленый с золотой каймой щит, в котором золотой коронованный вензель Александра II.
Над щитом графская корона и три коронованных графских шлема. Нашлемники: среднего шлема — стоящий человек в коричневом монашеском одеянии с капюшоном, покрывающим голову, в правой руке он держит чёрную плеть с четырьмя концами; боковых шлемов — три серебряных страусовых пера, на каждом по лазуревый розе. Намёты: среднего шлема — чёрный с золотом; крайних — лазуревый с серебром.
Щитодержатели: правый — рыцарь в серебряных латах с серебряными и лазуревыми перьями на шлеме, держит в правой руке копьё; левый — рядовой 60-го Замосцкого Пехотного имени генерал-адъютанта графа Коцебу полка.
Девиз: «LABORE ЕТ PERSEVERANTIA» («Трудом и настойчивостью») лазуревыми буквами на серебряной ленте.
Герб графа Коцебу внесён в Часть 13 Общего гербовника дворянских родов Всероссийской империи, стр. 10.